# Пржемысломерж
Пржемысломерж (пол. Przemysłomierz) — польский дворянский герб.

## Описание
В лазоревом поле серебряная левая перевязь, обременённая тремя золотыми кавалерскими крестами, наклонёнными влево. Сверху — золотой сноп, снизу — серебряный якорь.
Щит увенчан дворянскими шлемом и короной. Нашлемник: пять страусовых перьев. Намёт на щите голубой, подложенный серебром.

## Герб используют
Николай Гериц, Варшавский купец, жалован дипломом на потомственное дворянское достоинство Царства Польского.